# Axel Rot
Alexander „Axel“ Rot (* 20. Jänner 1956 in Wien) ist ein österreichischer Musiker, Komponist und Dirigent.

## Leben
Von 1962 bis 1966 besuchte Rot die Volksschule in Wien und begann gleichzeitig Klavierunterricht zu nehmen. Im Jahre 1966 folgte der Wechsel an die Hauptschule in Wien und der Jazz–Schlagzeug–Unterricht. Zwei Jahre später, im Jahre 1968, war die musikalische Ausbildung so weit fortgeschritten, dass Axel Rot in der Big–Band seines Vaters bei einem Ball erstmals öffentlich in Erscheinung trat.
Nach Absolvierung der Hauptschule begann ab 1970 die intensive musikalische Ausbildung und gleichzeitig die musikalische Tätigkeit. Rot besuchte die Hochschule für Musik und darstellende Kunst, wo er von Richard Hochrainer, Hans Swarovsky und Friedrich Cerha unterrichtet wurde. Mit 15 Jahren trat er 1971 beim Gastspiel des Bolschoi-Theaters der UdSSR in der Produktion „Krieg und Frieden“ unter Mstislaw Leopoldowitsch Rostropowitsch in der Wiener Staatsoper auf. Weitere Auftritte folgten bei den Salzburger Festspielen, den Bregenzer Festspielen und den Seefestspielen Mörbisch und Rot war als Substitut in den Orchestern der Wiener Staatsoper, der Volksoper Wien, des Theaters an der Wien, bei den Wiener Philharmonikern, den Wiener Symphonikern, dem Niederösterreichischen Tonkünstlerorchester und dem Radio-Symphonieorchester Wien tätig.
Im Jahre 1972 wurde Rot in das Bühnenorchester der österreichischen Bundestheater und ein Jahr später in das Orchester der Volksoper Wien engagiert, ehe er ab 1975 Tourneen durch die ganze Welt, unter anderem mit Willi Boskovsky, unternahm.
Er schuf eigene Kompositionen und Arrangements für Ballett, Big–Band und Volksmusik und absolvierte Auftritte und Aufnahmen mit zahlreichen Prominenten des Musiklebens, wie etwa Peter Alexander, Leonard Bernstein, Karl Böhm, Jose Carreras, Richard Clayderman, Placido Domingo, Martha Eggerth, Johannes Heesters, Michael Heltau, Curd Jürgens, Herbert von Karajan, Robert Stolz, Wolfgang Sawallisch und vielen anderen.
Rot hielt mehrere Jahre lang Gastseminare an der Musikschule Stockerau, der „Hong Kong Academy for Performing Arts“, der „Academy for Performing Arts Palm Beach“ und der „Academy for Performing Arts Sultanat of Oman“.
1990 gründete er das „Orchester Axel Rot“, 1998 das „Tonstudio Axel Rot“ und 2001 den „Musikverlag Axel Rot“.
Axel Rot ist Gründungsmitglied des Wiener Opernballorchesters, der Johann Strauss Capelle, der Wolfgang Lindner Band sowie Gründungsmitglied und Gesellschafter der Schlossfestspiele Langenlois Betriebs–GmbH, deren technische Leitung er von 1996 bis 2012 innehatte.

## Auszeichnungen
- Goldenes Verdienstzeichen der Republik Österreich
- Goldenes Verdienstzeichen des Landes Wien
- Goldenes Kreuz des Ritterordens
- Goldene Ehrenmedaille – Rotes Kreuz